# Wiesław Mułenko
Wiesław Józef Mułenko (ur. 18 maja 1954 w Hajnówce) – polski mykolog, profesor nauk biologicznych, profesor zwyczajny Uniwersytetu Marii Curie-Skłodowskiej w Lublinie.

## Życiorys
W 1977 ukończył studia w Wyższej Szkole Pedagogicznej im. KEN w Krakowie. Doktoryzował się w 1986 na Uniwersytecie Marii Curie-Skłodowskiej w Lublinie na podstawie rozprawy zatytułowanej Mikroskopowe grzyby fitopatogeniczne Pojezierza Łęcz.-Włodawskiego, której promotorem był prof. Bogusław Sałata. Stopień naukowy doktora habilitowanego uzyskał w 1999 na UMCS w oparciu o pracę Mikroskopowe grzyby fitopatogeniczne w strukturze naturalnych zbiorowisk leśnych. Tytuł naukowy profesora nauk biologicznych otrzymał 7 października 2010.
Od 1977 zawodowo związany z Uniwersytetem Marii Curie-Skłodowskiej w Lublinie, na którym doszedł do stanowiska profesora zwyczajnego (2016). W latach 2005–2011 był dyrektorem Instytutu Biologii UMCS, następnie został dyrektorem Instytutu Biologii i Biochemii na Wydziale Biologii i Biotechnologii. W latach 1999–2005 kierował Zakładem Botaniki Ogólnej, w 2005 został kierownikiem Zakładu Botaniki i Mykologii.
Specjalizuje się w mykologii. Opublikował ok. 200 prac z tego zakresu, w tym ponad 100 artykułów naukowych; wypromował dwóch doktorów nauk biologicznych. Został członkiem Komitetu Botaniki PAN, Komitetu Ochrony Przyrody PAN, rady naukowej Instytutu Botaniki PAN i Lubelskiego Towarzystwa Naukowego. Jest jednym z autorów pracy Wstępna lista grzybów mikroskopijnych Polski.
Odznaczony Medalem Komisji Edukacji Narodowej (2011).